# Афанасівський
Афанасівський — струмок у Києві, в місцевостях Афанасівський яр та Солдатська Слобідка, ліва притока Либеді. Потяжність — близько 1,5 км.

## Опис
Починається на схилах Афанасівського яру, поблизу перетину вулиць Франка та В'ячеслава Липинського. Протікає під вулицею В'ячеслава Липинського, Чкаловським сквером та вулицею Олеся Гончара.
Далі річка перетинає Галицьку площу і впадає у Либідь.
Струмок було взято у колектор ще при забудові місцевості у 50-90-х роках XIX століття. До 50-х рр. ХХ ст. впадав у Скоморох. 